# Medal Obrony 1940–1945
Medal Obrony 1940–1945 (norw. Deltagermedaljen) – norweskie odznaczenie państwowe przyznawane personelowi wojskowemu i cywilom, którzy brali udział w walce z niemiecką inwazją i okupacją Norwegii w latach 1940–1945.

## Opis
Medal Obrony 1940–1945 został ustanowiony przez króla Haakona VII wkrótce pod zakończeniu II wojny światowej, 19 września 1945 roku. Może być nadawany zarówno obywatelom Norwegii, jak i obcokrajowcom. Medal może być nadal przyznawany ze względu na dużą liczbę uczestników walki w Norwegii podczas II wojny światowej i trudności w odnalezieniu wszystkich kwalifikujących się do odznaczenia.
Medal jest wykonany z brązu. Na awersie widnieje herb Norwegii z datami 9 kwietnia 1940 – 8 maja 1945 (rozpoczęcia i zakończenia II wojny światowej na terytorium Norwegii). Na rewersie znajduje się norweski sztandar królewski, bandera oraz flaga narodowa, nad nimi wąski okrąg z napisem DELTAGER I KAMPEN (Uczestnik walki), cały obraz otoczony jest łańcuchem. Medal zawieszony jest na wstążce w norweskich barwach narodowych. Można przypiąć do niej rozetkę, jeżeli odznaczona osoba spełnia więcej niż jeden warunek nadania odznaczenia. Medal jest wykonywany przez firmę złotniczą J. Tostrupa w Oslo.
Do 1950 roku nadano 80 000 – 100 000 medali. Od 2017 roku Medal Obrony 1940–1945 zajmuje 23. miejsce w hierarchii norweskich odznaczeń.

## Kryteria
Medal jest przyznawany osobom spełniającym przynajmniej jedno z następujących kryteriów:
- udział w kampanii obronnej Norwegii w 1940 roku przez pięć lub więcej dni;
- służba w Norweskich Siłach Zbrojnych i flocie handlowej na uchodźstwie przez cztery miesiące lub dłużej (przyznawana także za służbę krótszą niż cztery miesiące, jeśli odznaczony służył w jednostkach, które powróciły do Norwegii w czasie wyzwolenia);
- udział w kampanii w Finnmarku zimą 1944–1945 przez miesiąc lub dłużej;
- służba w ruchu oporu przez cztery miesiące lub dłużej;
- służba w jednostkach armii sojuszniczych, które brały udział w wyzwoleniu Norwegii, jeśli odznaczony służył w nich przez miesiąc lub dłużej.